# Kloster Timadeuc

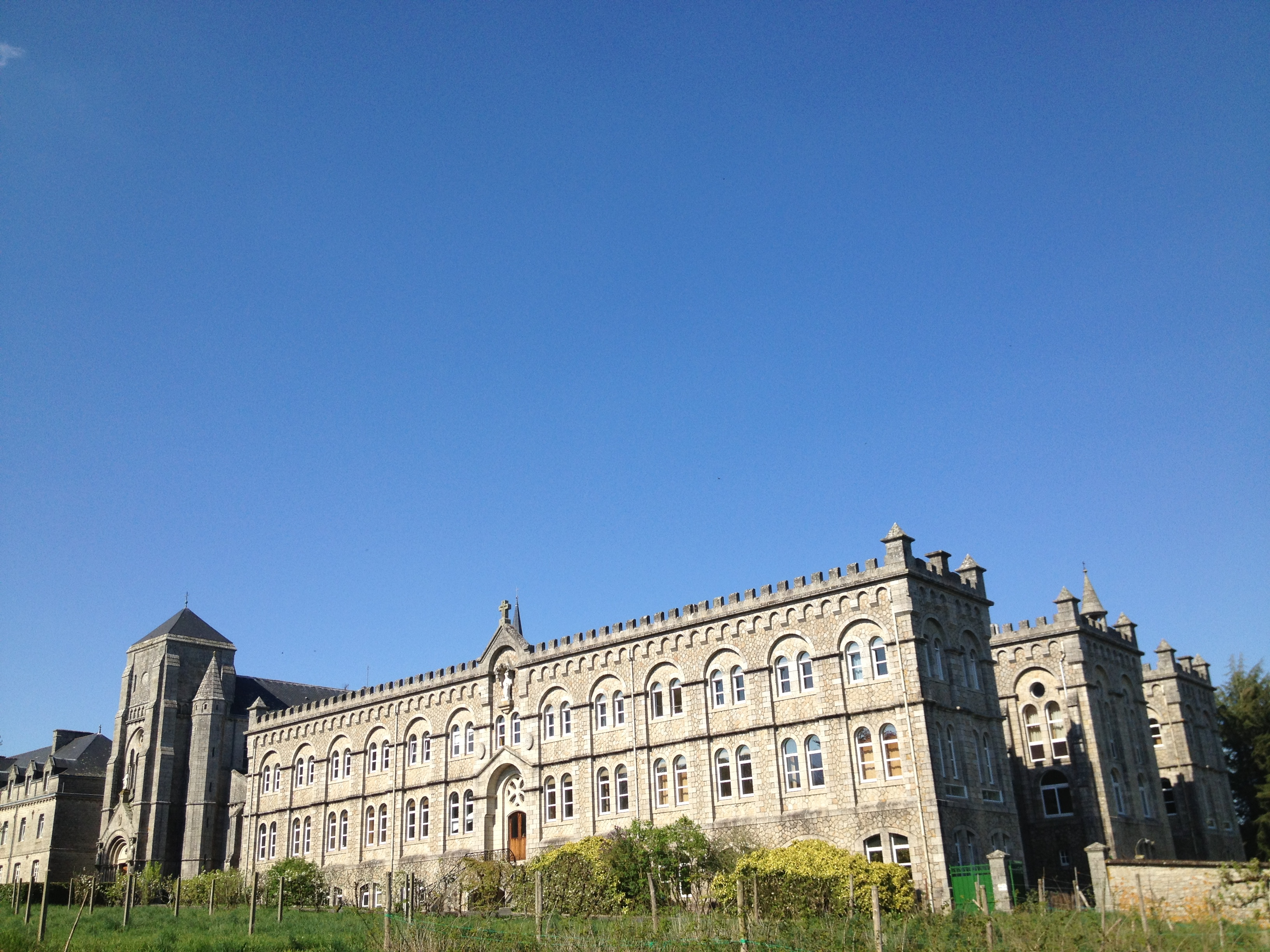
Trappistenabtei Notre-Dame de Timadeuc

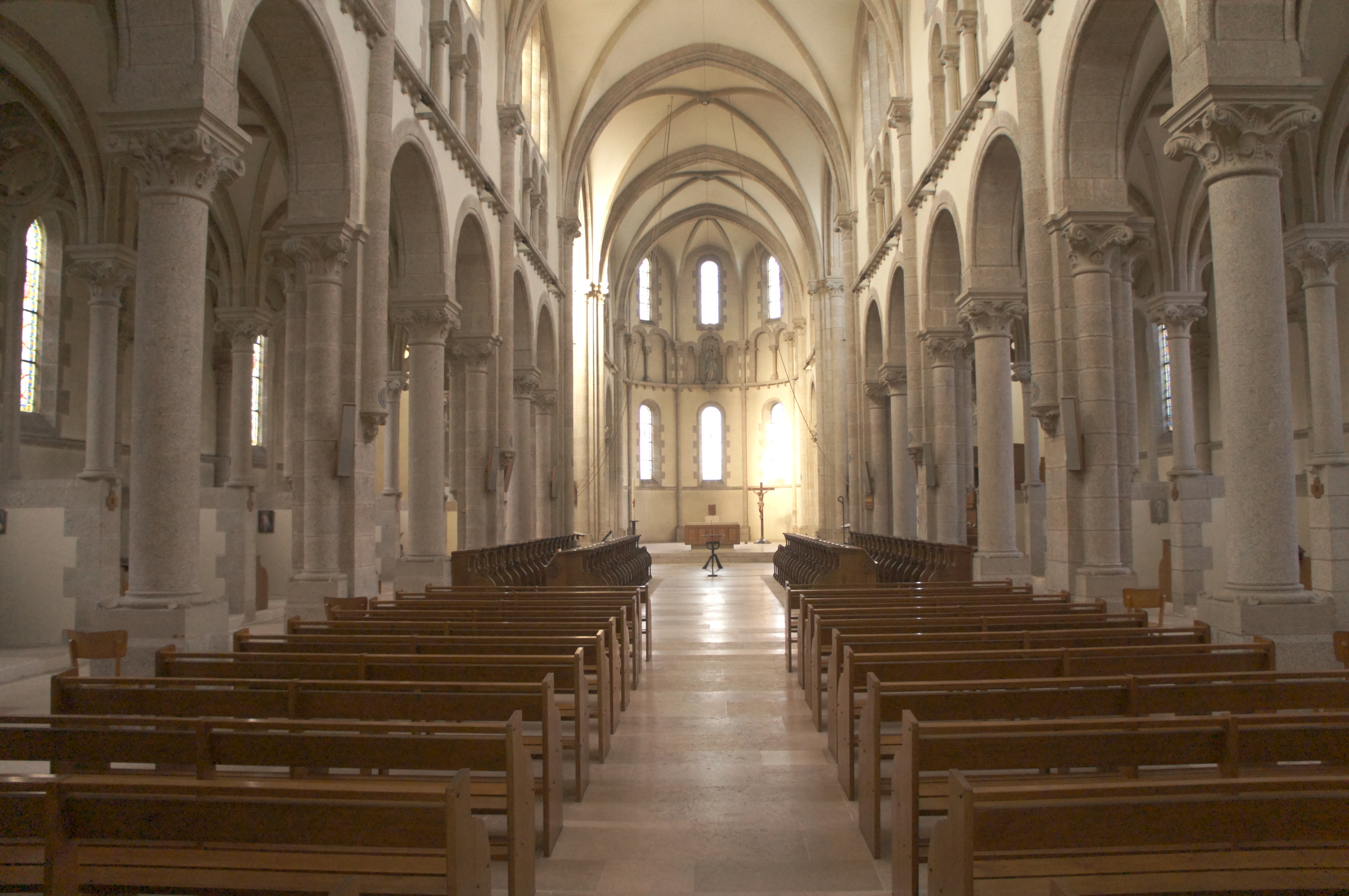
Inneres der Abteikirche

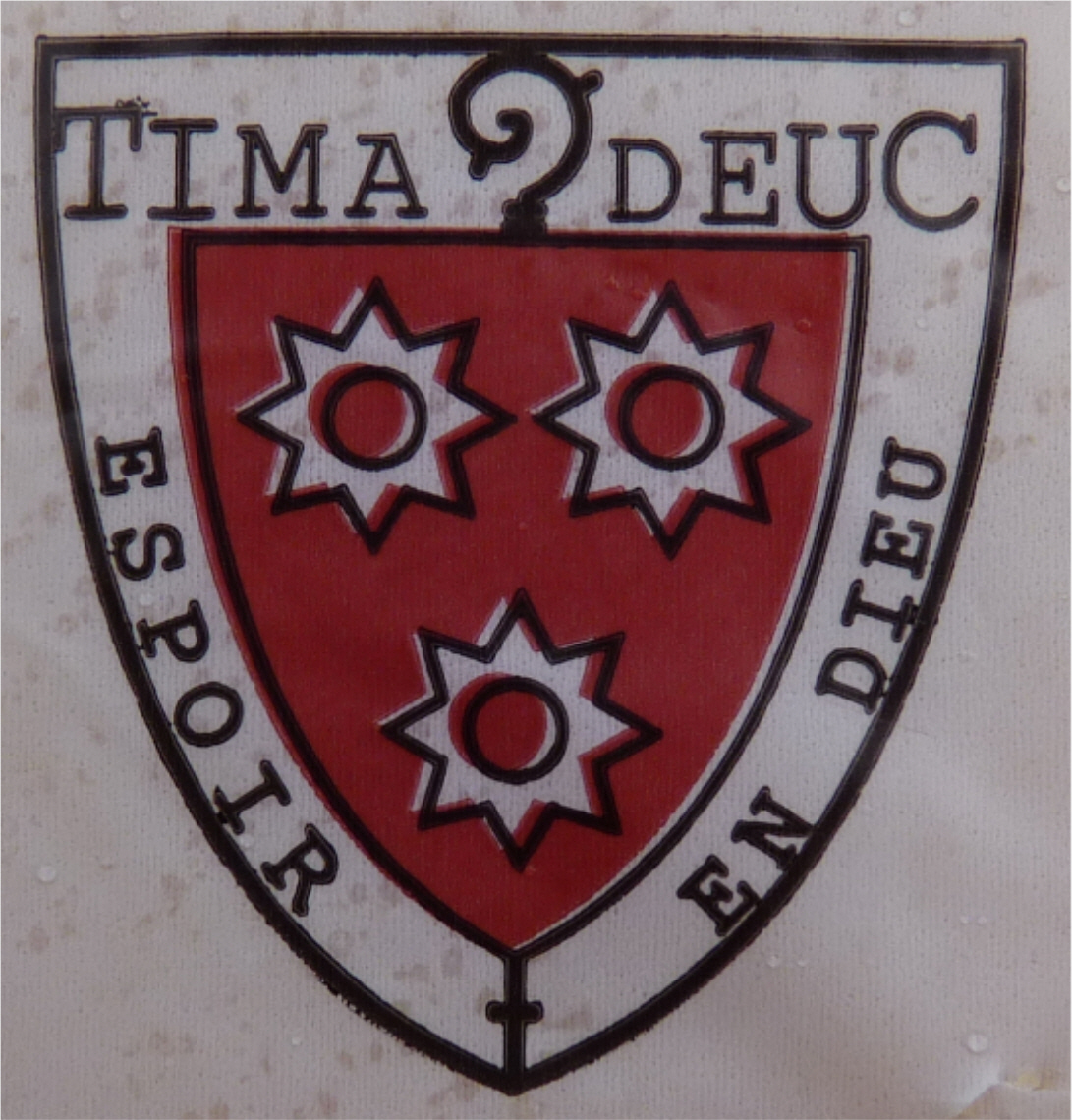
Abteiwappen und Wahlspruch

Kloster Timadeuc (lat. Abbatia B. M. de Timadeuco) ist seit 1841 eine Abtei der Trappisten in Bréhan, im Département Morbihan, Bistum Vannes, Frankreich.

## Geschichte
Mönche des Klosters La Trappe gründeten 1841 in der Bretagne das Kloster Timadeuc („Gottesfurcht“), das 1847 zur Abtei erhoben wurde. 1880 wurden die Mönche von der antiklerikalen Republik vertrieben, ihre Rückkehr kurz danach wurde jedoch geduldet. 1901 unternahm Timadeuc die Wiederbesiedelung des kanadischen Klosters Petit Clairvaux (gedacht als Zuflucht vor dem Gesetz zur Trennung von Kirche und Staat), gab sie aber 1919 wieder auf. Von 1925 bis 1930 wurden die heutigen Baulichkeiten erstellt. Die heroische Haltung des Klosters (namentlich von Jean-Mathurin Guénaël Thomas) während der deutschen Besatzung wurde 1946 mit der Verleihung der Médaille de la Résistance gewürdigt.

### Äbte
- 1847–1859: Bernard Dugué (* 1. Januar 1799; † 15. Oktober 1859)
- 1859–1887: Cyprien Morel (* 27. April 1814)
- 1888–1912: Bernard Chevalier (* 7. August 1850; † 5. Februar 1925)
- 1912–1922: Brieuc Boutmy (* 26. Mai 1877; † 24. April 1922)
- 1922–1946: Dominique Nogues (* 14. Dezember 1879; † 28. November 1957)
- 1946–1954: Gabriel Blourdier
- 1954–1971: Emmanuel de Miscault
- 1971–1993: Claude Richard
- 1993–2011: Paul Houix
- 2011– :    Benoît Briand